# National Civil Rights Museum

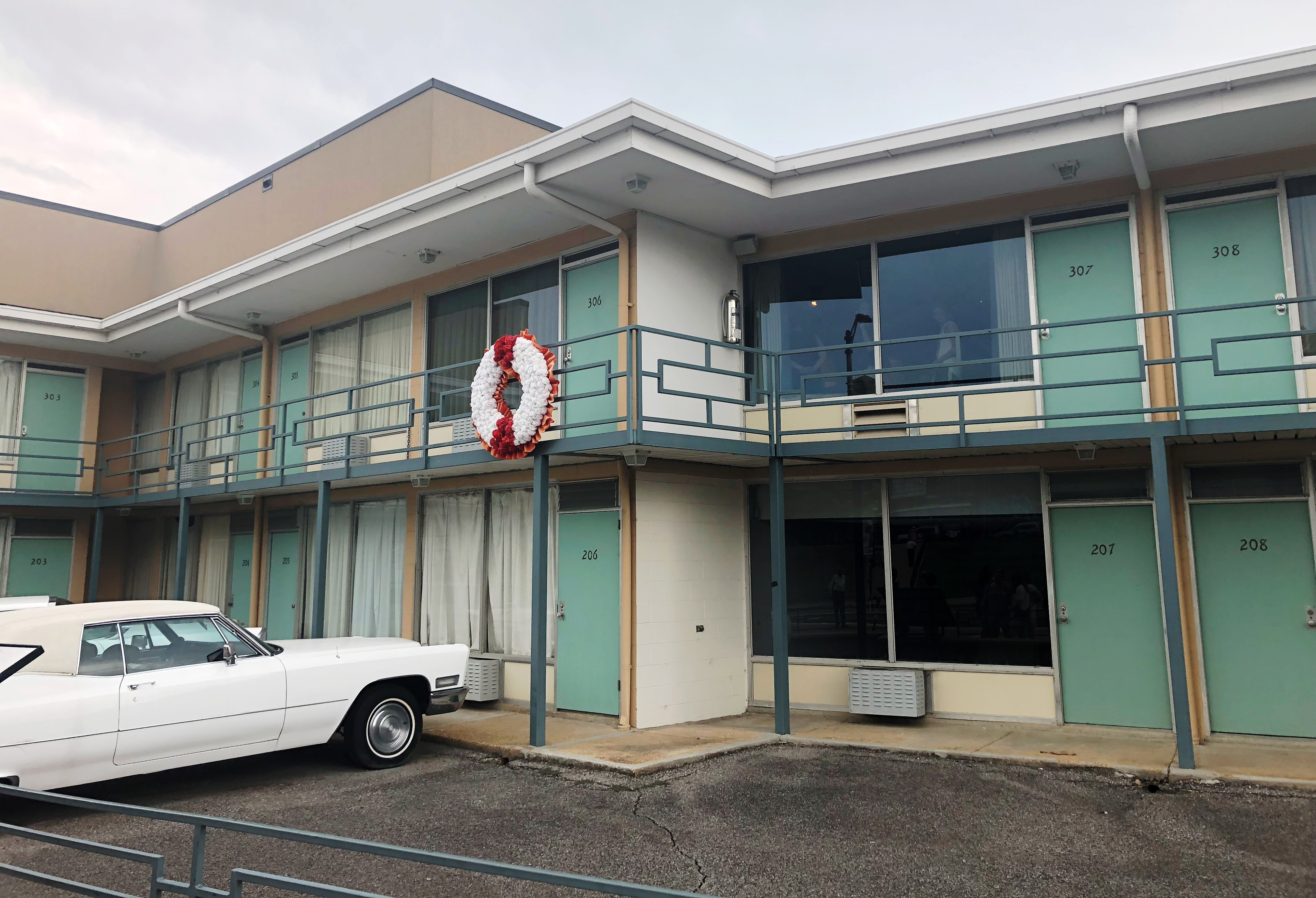
Das ehemalige Lorraine Motel. Ein Kranz erinnert an die Stelle, an der Martin Luther King bei seiner Ermordung stand.

Das National Civil Rights Museum ist ein Museum in Memphis im US-Bundesstaat Tennessee. Es befindet sich in der 450 Mulberry Street im Gebäude des Motels, in dem 1968 das Attentat auf Martin Luther King verübt wurde.
Das Museum wurde am 28. September 1991 eröffnet. In dem Anfang der 1920er-Jahre erbauten Gebäude befand sich ursprünglich das Lorraine Motel, in dem Martin Luther King wohnte, als er am 4. April 1968 erschossen wurde. Das Motel wurde bis 1982 weiterbetrieben. Die Martin Luther King Jr. Memorial Foundation erwarb das Gebäude und begann ab 1987, das Museum einzurichten.
Die Ausstellung des Museums stellt die Geschichte der amerikanischen Bürgerrechtsbewegung dar: von der Ankunft der ersten Schwarzen in den britischen Kolonien 1619 (Virginia) bis zur Ermordung von Martin Luther King 1968.